# Vœux du paon

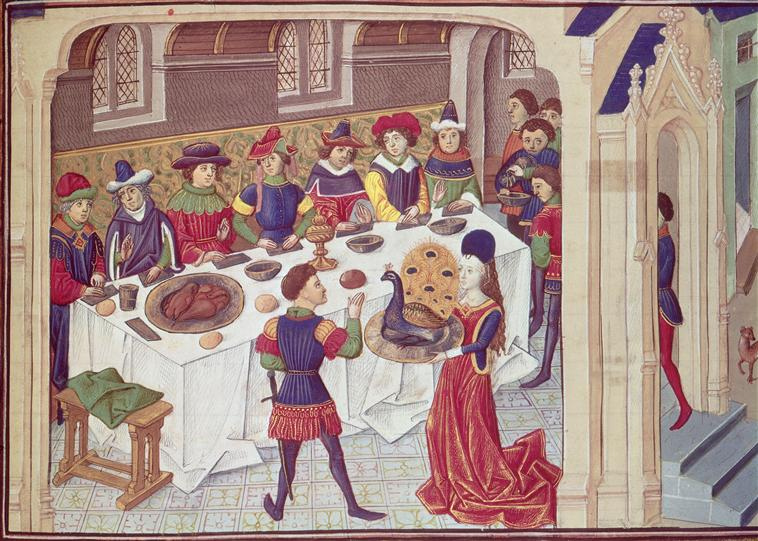
Miniatuur van het banket van de Vœux du paon midden 15e eeuw.

Vœux du paon te vertalen als De eden op de pauw is een chanson de geste dat zou geschreven zijn door Jacques de Longuyon tussen 1310 en 1312 in opdracht van Thibaut de Bar, Prins-bisschop van Luik. Het was een van de meest befaamde chansons de geste van de 14e eeuw waarmee het concept van de Negen Besten in de literatuur en de kunst werd geïntroduceerd. In de meeste handschriften telt het werk 8.784 verzen (Alexandrijnen).

## Inhoud

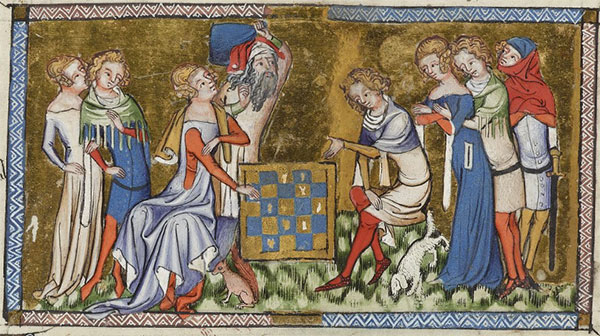
Fezonas en Cassiel le Baudrain spelen schaak, eveneens van de Vœux du paon.

Het werk is eigenlijk een toevoeging aan de Roman d’Alexandre, een vervolg op de Fuerre de Gadres en de Prise de Defur. In de Vœux wordt verteld hoe Alexander na de inname van Defur op weg is naar Babylon. Alexander stond toen op het hoogtepunt van zijn macht: hij had Darius en Porrius van India verslagen en alle wonderen van de wereld gezien. Hij had een liefdesaffaire met de schone Candace gehad en hier laat Longuyon zijn verhaal beginnen met het voornemen van Alexander om Candace opnieuw te ontmoeten en daarna door te reizen naar Babylon.
Dicht bij de stad Epheson ontmoet hij een oude man. Dit blijkt Cassamus te zijn, broer van Gadifer de Larris, de heer van Epheson. Die had zich verzet tegen een plundertocht van het leger van Alexander en was gesneuveld in een gevecht tegen Emenidus, Alexanders rechterhand. De stad werd ondertussen belegerd door Clarvus, de koning van India. Alexander besluit Cassamus en de kinderen van Gadifer, Betis, Gadifer en Fezonas ter hulp te snellen. De Indiase koning had de hand van Fezonas gevraagd, maar dat was hem geweigerd door Cassamus en daarop had Clarvus met zijn zoons Porrus en Cassiel le Baudrain en hun neef Marcien de belegering van de stad opgezet. In een grote veldslag worden de Indiërs verslagen en Cassamus en Clarvus sneuvelen bij de gevechten. Alexander bemiddeld bij de verzoening; Porrus krijgt Fezonas als vrouw en Ierland er bovenop. Cassiel trouwt met Edea en krijgt Noorwegen als geschenk. Betis, de neef van Cassamus kreeg de hand van Ydorus en de heerschappij over Engeland!
Het verhaal werd met allerlei kleine intermezzo’s opgefleurd zoals ‘het spel van de koning die niet liegt’ in de chambre de Vénus een schaakpartij waarbij de spanning werd opgebouwd door de conversatie doorspekt met dubbelzinnigheden. Aan de vooravond van de grote veldslag hield men dan het grote banket waarbij de aanwezigen op een gebraden pauw eden moesten zweren die ze bij het gevecht en daarna gestand zouden zijn.

## Verspreiding
Het werk raakte zeer snel verspreid in gans het toenmalige Europa mede dankzij de beroemde passage over de Neuf Preux of Negen Besten dat tegemoet kwam aan de ridderidealen van die tijd. Het werk was waarschijnlijk in de middeleeuwen het meest populaire in de Alexanderliteratuur zoals blijkt uit het indrukwekkende aantal bewaarde exemplaren. Volgens Arlima zijn er dat vijfenveertig. voor de Roman d’Alexandre in verzen zijn er dat nauwelijks drie en in proza zeventien.
In het eerste kwart van de veertiende eeuw verscheen al een versie in het Middelnederlands onder de naam de Roman van Cassamus. Er waren twee versies, een korte (ca. 1890 verzen; het Franse origineel telt er ca. 8500) en een lange versie waarvan echter slechts fragmenten bewaard zijn.

## Belang
Op de Vœux du paon werden ook vervolgverhalen geschreven: de Restor du Paon van de hand van Brisebarre en de Parfait du Paon van Jean de le Mote. De Vœux vond dus zijn oorsprong in de traditie van de Alexanderverhalen, maar lag zelf aan de basis van een nieuw aantal verhalen waarin het afleggen van plechtige eden over uit te voeren heldendaden het hoofdthema was zoals in de Voeux de l'Epervier en de Voeux du Faisan. Ook in het werkelijke leven werden dergelijke plechtige eden op vogels afgelegd zoals de Eed op de fazant tijdens het Banket van de Fazant ingericht door Filips de Goede op 17 februari 1454 in Rijsel.